# 石田久巳
石田 久巳（いしだ くみ、4月27日 - ）は、日本の元女性声優。以前は、大阪テレビタレントビューローに所属していた。
大阪府出身。現在は会社社長、DJ。

## 略歴
2002年、渡タイ。単に、仕事で疲れた体を癒しに旅行で訪れたのをきっかけに、タイに住むことになる。
2004年、ラジオ番組制作会社「Sakura Kiss Co.,Ltd.」を立ち上げる。
2008年5月よりタイで、東南アジアで初めての24時間日本語放送局となる、コミュニティーFM局「J-Cannel fm93．75Mhz」をスタート。自身の役割は制作、営業、DJ、雑用と全てを兼任している。
2017年、バンコクのスクムビットにて、ベンジャロン焼き体験教室と販売ショップ「Stella art cafe」をオープン。現在はオーナー兼講師。
2020年、ショップをエカマイからスクムビット soi30に移転。

## 出演作品

### ゲーム
- ART OF FIGHTING 龍虎の拳 外伝（レニィ・クレストン）
- 龍虎の拳〜天・地・人〜（レニィ・クレストン）※リメイクPS2版

### CD
- ART OF FIGHTING 龍虎の拳 外伝

### ケーブルテレビ
- 「伊丹だより」（兵庫県伊丹市1997年度10月1日号NO.107 - 2001年度3月1日号NO.213 キャスター）

### ラジオ
- クラブJ ※番組終了
- Morning Kiss （2005年1月2日土・日曜日5:00 - 7:00・J-Channel 24〈Sakura Kiss〉）※タイ

### リポーター
- ターフトピックス（競馬・関西・1999年）